# Bipolaris heveae
Bipolaris heveae är en svampart som först beskrevs av Petch, och fick sitt nu gällande namn av Arx 1987. Bipolaris heveae ingår i släktet Bipolaris och familjen Pleosporaceae.   Inga underarter finns listade i Catalogue of Life.